# Chester Henry Pond
Chester Henry Pond (26 de marzo de 1844 - 11 de junio de 1912) fue un inventor estadounidense, que ideó numerosos dispositivos utilizados en telegrafía. Posteriormente, se dedicó al desarrollo de los ferrocarriles. Uno de sus inventos, que permitía realizar automáticamente la recarga de la cuerda de un reloj mecánico mediante un dispositivo eléctrico, sirvió de base para crear la empresa Self Winding Clock Company, cuyos relojes permanecerían marcando la hora en numerosas estaciones ferroviarias y en edificios notables durante más de 90 años. 
También se le reconoce como el fundador de la ciudad de Moorhead (Misisipi).

## Obra
Pond fue uno de los fundadores de la empresa Self Winding Clock Company, creada para explotar su patente de un movimiento de reloj registrada en 1884 (patente núm. 308.521). También fue director de la Gamewell Fire Alarm-Telegraph Company. Fue un excelente fabricante de instrumentos y un pionero en el desarrollo de las aplicaciones de la electricidad. Diseñó un pequeño motor eléctrico y lo combinó con un mecanismo de reloj convencional.
En 1886, Pond patentó un dispositivo de corrección que utilizaba la corriente eléctrica para activar una palanca mecánica conectada al movimiento del reloj. Este conjunto de corrección movía las agujas del reloj con precisión para mantener sincronizado el reloj (patente nº 339.688). Si el reloj no era del todo preciso, se corregía al recibir la señal horaria a través de una línea de telégrafo de un reloj maestro calibrado de acuerdo con la señal del Observatorio Naval de los Estados Unidos.

## Fallecimiento
Pond falleció en Moorhead el 11 de junio de 1912. 